# 岡本萬尋
岡本 萬尋（おかもと まひろ、1970年 - ）は、日本のジャーナリスト。

## 経歴
高知県生まれ。朝日新聞記者、雑誌編集者などを経て現在、フリーランスのジャーナリスト。政治の現場や、日本の近現代史の現場で取材を行い、月刊誌などで記事を発表。2015年4月より月刊「紙の爆弾」（鹿砦社）誌上でニュース評論コラム「ニュースノワール」連載中。

## 過去の主な署名記事
- 「男はブドウ酒に毒を入れたか・名張事件混迷の４９年」（明石書店刊「現代の理論」２０１０年夏号）
- 「『命のバトン』という名の枷・急増する『意思不明脳死移植』の危うさ」（同１０年秋号）
- 「スクープ！与謝野財務相起用でついに炸裂した政権内批判の爆弾」（「紙の爆弾」１１年４月号）
- 「『民自大連立』という暗黒――震災復興の名の下に永田町で蠢く『翼賛体制』」（同１１年６月号）
- 「どこまで続く泥濘ぞ――『居座り菅首相』と続投支持し続けた朝日新聞の愚」（同１１年８月号）
- 「東条英機も名誉回復済み！？首相を目指す野田佳彦が出していた『Ａ級戦犯擁護文書』」（同１１年１０月号）
- 「シリーズ・ドキュメント死刑囚が抱える真実・時間の隘路――名張毒ブドウ酒事件迷走の半世紀」（同１１年１２月号）
- 「偽りの渓谷――八ツ場ダム建設中止を放棄した民主党政権の大罪」（同１２年３月号）
- 「シリーズ・ドキュメント死刑囚が抱える真実・歪められた鉄路――『国鉄３大ミステリー』三鷹事件・６３年目の真実」（同１２年５月号）
- 「続・時間の隘路――名張毒ブドウ酒事件『推定有罪』名古屋高裁の暴走」（同１２年８月号）
- 「『白い宴』いまも――改正臓器移植法２年・迷走する脳死の現場」（同１２年９月号）
- 「TPP・ISD条項――『訴えられても日本は負けない』と強弁した政府官僚」（「週刊金曜日」１２年１１月２３日号）
- 「狙われた森――放射性廃棄物最終処分場極秘選定の狡猾」（「紙の爆弾」１３年１月号）など。